# Herbert Blaine Lawson
Herbert Blaine Lawson Jr. (Norristown, 4 de janeiro de 1942) é um matemático estadunidense. Trabalha com geometria diferencial.
Obteve um doutorado em 1969 na Universidade Stanford, orientado por Robert Osserman, com a tese "Minimal varieties in constant curvature manifolds". Foi Professor da Universidade da Califórnia em Berkeley sendo atualmente Professor da Universidade de Stony Brook. Em 1972/73 esteve no Instituto de Estudos Avançados de Princeton.
Em 1970 foi Sloan Fellow e em 1983 bolsista Guggenheim. Em 1994 foi palestrante convidado (Invited Speaker) no Congresso Internacional de Matemáticos em Zurique ("Spaces of algebraic cycles: levels of holomorphic approximation") e no mesmo congresso em 1974 em Vancouver ("Geometric aspects of the generalized Plateau problem").

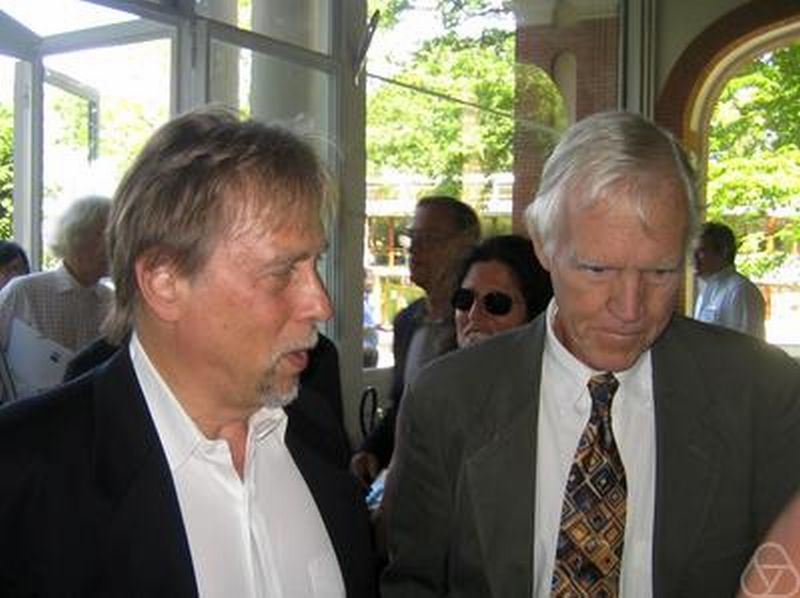
Herbert Blaine Lawson (direita) com Jeff Cheeger em 2007

Trabalhou dentre outros com superfícies mínimas e foliações. Em 1975 recebeu o Prêmio Leroy P. Steele por "Foliations" (Bulletin of the AMS, Volume 80, 1974, p. 369-418). Em 2013 foi eleito membro da American Academy of Arts and Sciences.
É fellow da American Mathematical Society. 
Dentre seus doutorandos contam-se Michael Anderson, William Meeks e Shing-Tung Yau.

## Obras
- com Marie-Louise Michelsohn „Spin geometry“, Princeton University Press 1989
- Lectures on minimal submanifolds, Publish or Perish 1980
- Theory of Gauge Fields in four dimensions, AMS 1985
- Quantitative Theory of Foliations, AMS 1977
- „Foliations“, BAMS 1974